# Rochefortia grippi
Rochefortia grippi is een tweekleppigensoort uit de familie van de Lasaeidae. De wetenschappelijke naam van de soort is voor het eerst geldig gepubliceerd in 1912 door Dall.